# Недригайлівська сотня
Недригайлівська сотня – адміністративно-територіальна та військова одиниця Сумського полку в Слобідській Україні. Сотенний центр – місто Недригайлів (тепер смт Недригайлів Недригайлівського району Сумської області). Обіймала західну територію Сумського полку, межуючи з кордоном Гетьманщини (Костянтинівська сотня). 

## Історія
Дригайлів заснований 1639 польським урядником Кшиштофом Сіножацьким на річці Сулі при впадіння в неї річки Дригайлихи. 1644 Дригайлів переданий московській стороні і перейменований на Недригайлів. За кілька років відбулася ротація українського населення за рахунок відселення до Речі Посполитої та осадження нових переселенців. 
Сотня відома за участю в повстанні Гетьмана України Івана Брюховецького 1668 та завдяки Сіверсько-слобідському походу короля Швеції Карла XII і Гетьмана України
Іоанна Мазепи. 
Місто перебувало під подвійним врядуванням: старшинсько-козацьким (традиційним українським) і воєводським (окупаційним московським). 
Сотня ліквідована 1765 шляхом анексії адміністративних слобідських полків з боку Московщини.

### Сотники
- Семенов Павло (?-1668 – 1669-?), одночасно – недригайлівський воєвода (до 19.02.1669);
- Власов Мирон (?-1697-?);
- Іваницький Іван Дмитрович (?-1699-?, можливо загинув 08.06.1708);
- Кондратьєв Іван Петрович(?) (? – до 1747);
- Кондратьєв Василь Іванович (1747 (25.08.1748) – 24.10.1763-?);
- Косовцов Василь – ваканс-сотник (24.10.1763 – 1766?).

### Старшини та служителі
- Кондратьєв Василь Іванович (26.01.1744 – 25.08.1748) – підпрапорний;
- Пошутилін Юхим (?-1708-?) – пушкар Недригайлівської фортеці;
- Бойко Яків (?-1690-?) – війт міста Недригайлова.